# Andrzej Bart

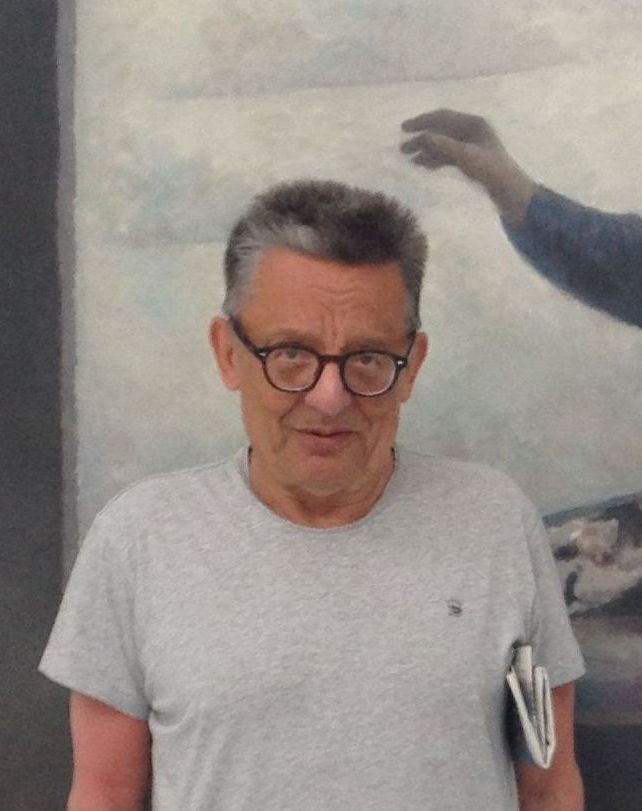
Andrzej Bart, 2021

Andrzej Bart, eigentlich: Andrzej Bart-Sołtysiak, (* 1. Januar 1951 in Wrocław, Polen) ist ein polnischer Schriftsteller, Regisseur und Drehbuchautor.

## Leben
Bart wurde in Breslau geboren und zog mit seiner Familie nach Łódź. Dort besuchte er zunächst das Gymnasium und anschließend die Staatliche Hochschule für Film, Fernsehen und Theater Łódź. Barts preisgekrönter Debütroman Rien ne va plus erschien im Jahre 1991. Er schrieb das Drehbuch zum erfolgreichen Film Rewers. In den Jahren 2005 und 2006 reiste er nach China, Iran und Frankreich. Sein erster 2011 ins Deutsche übertragener Roman Die Fliegenfängerfabrik erschien in seiner Heimat im Jahre 2008. Er arbeitete von 2016 bis 2018 als künstlerischer Leiter des Neuen Theaters in Łódź.
Er wohnt in Łódź.

## Preise und Auszeichnungen
- 1991: Kościelski-Preis (polnischer Literaturpreis) für Rien ne va plus
- 2009: Finalist beim Nike-Literaturpreis mit dem Roman Fabryka muchopałek
- 2010: Polnischer Filmpreis Orzeł in der Kategorie Bestes Drehbuch für Rewers
- 2010: Jahrespreis des Kultur- und Erziehungsministeriums Polens
- 2010: Preis des Polnischen Fernsehens TeleSplendor für Barts Regie bei Boulevard Voltaire
- 2012: Samuel-Bogumil-Linde-Preis gemeinsam mit Stephan Wackwitz

## Filmografie (Auswahl)
Dokumentarfilme
- Bart drehte in den Jahren 1997 bis 2001 eine Reihe von bis zu 26-minütigen Dokumentarfilmen.
- 1997–2001: Złe miasto?
- 2000–2001: Łódzkie piętno
- 2003: Ryszard Stanisławski. Próba przypomnienia
- 2010: Rachunek szczęścia, Regie: Ireneusz Dobrowolski

Drehbücher
- 1984: Ufo, Fernsehfilm, Regie: Krzysztof Skudziński
- 2008: Radegast, Dokumentarfilm, Regie: Boris Lankosz
- 2009: Rewers, Regie: Boris Lankosz. Im gleichen Jahr Polens Oscar-Beitrag

## Prosa
- 1983: Człowiek, na którego nie szczekały psy. Wydawnictwo Łódzkie, Łódź, ISBN 83-21802982
- 1991: Rien ne va plus. Poprzeczna Oficyna, Łódź, ISBN 83-00033378
- 1999: Pociąg do podróży. Noir sur Blanc, Warschau, ISBN 83-8674-377-8
- 1999: unter dem Pseudonym Paul Scarron Junior: Piąty jeździec apokalipsy. Noir sur Blanc, Warschau, ISBN 83-8674-359-X
- 2006: Don Juan raz jeszcze. Wydawnictwo Literackie, Krakau, ISBN 83-08039049
- 2008: Fabryka muchołapek. Verlag W.A.B., Warschau, ISBN 978-83-7414-513-8
  - 2011: Die Fliegenfängerfabrik. Roman. aus dem Polnischen von Albrecht Lempp, Schöffling-Verlag, Frankfurt am Main, ISBN 978-3-89561-295-4[2]
- 2009: Rewers. Verlag W.A.B, Warschau, ISBN 978-83-7414-676-0.
  - 2014: Knochenpalast. Novelle. aus dem Polnischen von Albrecht Lempp, Schöffling-Verlag, Frankfurt am Main, ISBN 978-3-89561-296-1
- 2013: Bezdech, Verlag W.A. B., Warschau.

## Dramen
- 2010: Boulevard Voltaire
- 2010: Pan i sługa
- 2012: Bezdech
- 2015: Sztuki i sztuczki